# Stadtwerke Sindelfingen
Die Stadtwerke Sindelfingen sind ein kommunales Dienstleistungsunternehmen mit Sitz in Sindelfingen in der Rechtsform einer GmbH.

## Das Unternehmen

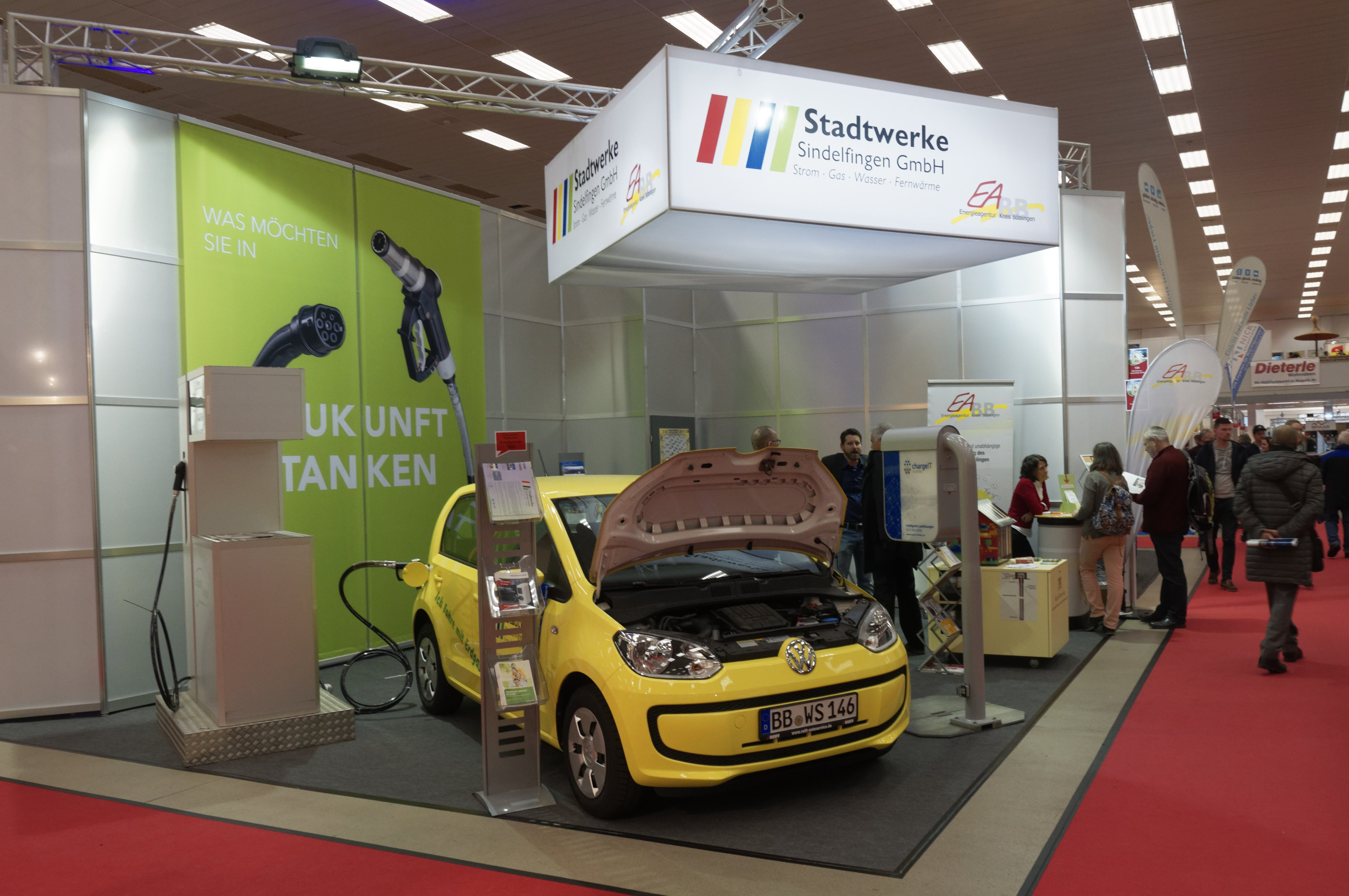
Der Messestand auf der Messe Haus & Energie in Sindelfingen

Die Stadtwerke Sindelfingen stellen Strom, Gas, Wasser und Fernwärme für Einwohner, Industrie- und Gewerbekunden in der Region Sindelfingen bereit.
Aus dem Daimler-Heizkraftwerk Sindelfingen und dem Restmüllheizkraftwerk Böblingen sowie aus mehreren Blockheizkraftwerken koppeln die Stadtwerke Fernwärme aus, die an Kunden im Stadtgebiet von Sindelfingen weitergegeben wird.

## Geschichte

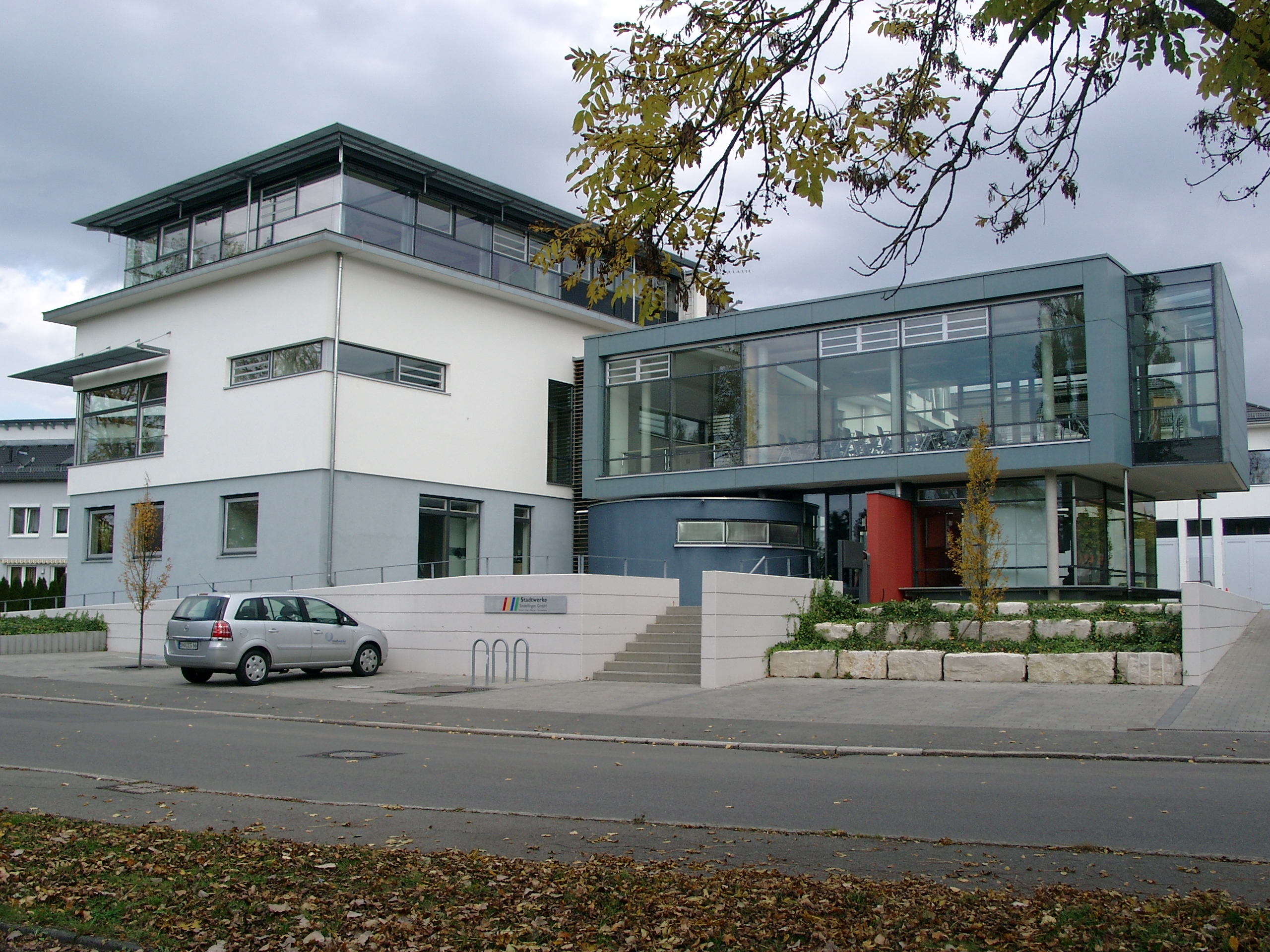
Kundencenter der Stadtwerke Sindelfingen in der Rosenstraße

Die Stadtwerke Sindelfingen GmbH wurden zum 1. Juli 1998 gegründet. Gesellschafter sind die Stadt Sindelfingen, die Stadtwerke Schwäbisch Hall GmbH und die EnBW Kommunale Beteiligungen GmbH. Der Betriebshof und das Lager befinden sich in der Rudolf-Harbig-Straße 3.
Am 19. Dezember 2002 bezogen die Stadtwerke ihre neuen Räume in der Rosenstraße 47.

## Gesellschafter
- Stadt Sindelfingen: 50,1 %
- Stadtwerke Schwäbisch Hall: 29,9 %
- EnBW Kommunale Beteiligungen GmbH: 20,0 %

## Betriebsbereiche

### Produkte im Jahr 2018
Die Angaben beziehen sich auf den Geschäftsbericht 2018.
| Produkt   | Absatz        | abgerechnete Zähler | Länge Leitungsnetz | Sonst                                    |
| Strom     | 254 Mio. kWh  | 35.888              | 669 km             | Anzahl Umspannstationen/Schaltwerke: 346 |
| Erdgas    | 326 Mio. kWh  | 6.784               | 263 km             | Druckregelung Netz/Kunde: 18             |
| Wasser    | 3.898 Tsd. m³ | 9.781               | 240 km             |                                          |
| Fernwärme | 197 Mio. kWh  | 903                 | 51 km              |                                          |

### Erdgastankstelle

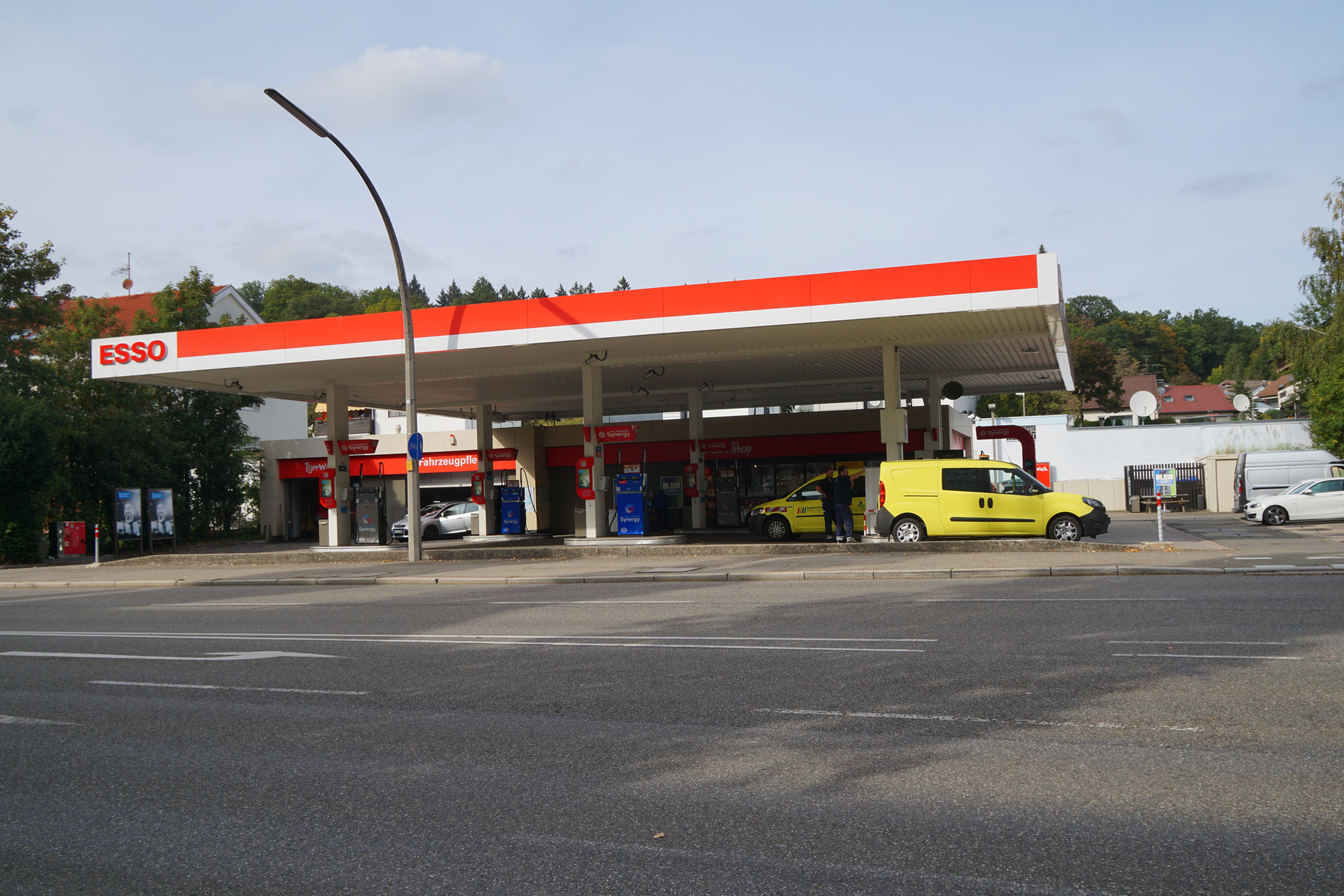
Tankstelle Mahdentalstraße

Am 5. Juni 2003 wurde die Erdgaszapfsäule an der Esso-Tankstelle in der Mahdentalstraße eröffnet.

### Parkierungsbetrieb
Am 1. Januar 2007 übernahmen die Stadtwerke den Parkierungsbetrieb für die Tiefgaragen Marktplatz und Rathaus. Parallel dazu wurde ein bargeldloses Bezahlsystem dafür eingeführt.

## KWK-Anlagen
Von den Stadtwerken Sindelfingen werden folgende Kraft-Wärme-Kopplungsanlagen betrieben:
| Kraftwerk                                  | Brennstoff         | Wärmeleistung | elektrische Leistung |
| Heizkraftwerk Daimler AG                   | Erdgas/Heizöl      | 240.000 kW    | 81.000 kW            |
| Restmüllheizkraftwerk, Landkreis Böblingen | Restmüll           | 48.000 kW     | 12.000 kW            |
| Holz-Heizkraftwerk, Landkreis Böblingen    | Holzhäcksel        | 4.000 kW      | 747 kW               |
| Motor-BHKW Badezentrum                     | Deponiegas, Erdgas | 560 kW        | 880 kW               |
| Motor-BHKW Grünäcker                       | Erdgas             | 1040 kW       | 700 kW               |
| Motor-BHKW Innerer Bühl                    | Erdgas             | 200 kW        | 100 kW               |
| Stirlingmotor-BHKW Rosenstr.               | Erdgas             | 24 kW         | 9 kW                 |
| Motor-BHKW Schwenninger Str.               | Erdgas             | 97 kW         | 50 kW                |
| Motor-BHKW Unterrieden                     | Erdgas             | 80 kW         | 50 kW                |
| Motor-BHKW Eschenried                      | Erdgas             | 42 kW         | 18 kW                |
| Motor-BHKW Hinterweil                      | Erdgas             | 97 kW         | 50 kW                |
| Summe                                      |                    | 294.140 kW    | 95.557 kW            |